# Planodiscus burchelli
Planodiscus burchelli es una especie de arácnido del orden Mesostigmata de la familia Uropodidae.

## Distribución geográfica
Se encuentra en Guatemala y Brasil.